# Дудорово (Вологодская область)
Дудорово — деревня в Верховажском районе Вологодской области.
Входит в состав Нижне-Важского сельского поселения (до 2015 года входила в Наумовское сельское поселение), с точки зрения административно-территориального деления — в Наумовский сельсовет.
Расстояние по автодороге до районного центра Верховажья — 3,8 км, до центра муниципального образования Наумихи — 5,7 км. Ближайшие населённые пункты — Большедворская, Павлогорская, Сергеевская, Афонинская.
По переписи 2002 года население — 16 человек.